# Alessandro Bertoni (1959)
Alessandro Bertoni (Reggio Emilia, 15 febbraio 1959) è un allenatore di calcio ed ex calciatore italiano, di ruolo attaccante.

## Carriera

### Giocatore
Cresciuto nella Reggiana, dopo una breve esperienza con la Rondinella Marzocco, viene acquistato nel 1980 dal Pisa con il quale esordisce in Serie B e ottiene la promozione in Serie A. Nel 1982 avviene il salto di categoria con la Fiorentina per poi ridiscendere in serie cadetta nel 1984 con l'Arezzo. Dopo un solo anno con la società aretina viene acquistato dall'Avellino dove in tre stagioni di massima serie raccoglie 87 presenze e 6 reti: l'ultima stagione vede la società irpina retrocedere in B e Bertoni vi rimane un ulteriore anno. Nel 1989 l'approdo alla Lazio dove rimane due stagioni. Nel 1991 il ritorno alla Reggiana e nel gennaio 1993 l'arrivo al Carpi dove conclude la carriera.

### Allenatore
Dopo il ritiro è rientrato a Reggio Emilia dove lavora con i bambini, allenando la Polisportiva Falk, società satellite della Reggiana.

## Palmarès

### Giocatore

#### Club
- Torneo Estivo del 1986: 1

Avellino: 1986

#### Individuale
- Capocannoniere del Torneo Estivo del 1986: 1

1986 (7 gol)